# Фелипе Ронкети
Фелипе Ронкети (на италиански: Felipe Ronchetti) е италиански футболист, който играе на поста крило.

## Кариера
На 2 февруари 2022 г. Ронкети е обявен за ново попълнение на Царско село. Дебютира на 4 април при загубата с 2:1 като гост на Локомотив (София).